# Canton de Remiremont
Le canton de Remiremont est une circonscription électorale française située dans le département des Vosges et la région Grand Est.

## Histoire
Le canton de Remiremont a été créé en 1801.
Un nouveau découpage territorial des Vosges (département) entre en vigueur à l'occasion des premières élections départementales suivant le décret du 27 février 2014. Les conseillers départementaux sont, à compter de ces élections, élus au scrutin majoritaire binominal mixte. Les électeurs de chaque canton élisent au Conseil départemental, nouvelle appellation du Conseil général, deux membres de sexe différent, qui se présentent en binôme de candidats. Les conseillers départementaux sont élus pour 6 ans au scrutin binominal majoritaire à deux tours, l'accès au second tour nécessitant 12,5 % des inscrits au 1er tour. En outre la totalité des conseillers départementaux est renouvelée. Ce nouveau mode de scrutin nécessite un redécoupage des cantons dont le nombre est divisé par deux avec arrondi à l'unité impaire supérieure si ce nombre n'est pas entier impair, assorti de conditions de seuils minimaux. Dans les Vosges, le nombre de cantons passe ainsi de 31 à 17. Le nombre de communes du canton de Remiremont passe de 16 à 9.
Le nouveau canton de Remiremont est formé de communes des anciens cantons de Remiremont (8 communes) et de Xertigny (1 commune). Il est entièrement inclus dans l'arrondissement d'Épinal. Le bureau centralisateur est situé à Remiremont.

## Représentation

### Conseillers d'arrondissement (de 1833 à 1940)
Le canton de Remiremont avait trois conseillers d'arrondissement jusqu'en 1926, puis deux jusqu'en 1940.
Il appartenait à l'arrondissement de Remiremont jusqu'à sa disparition en 1926.
| Période                                  | Période          | Identité                         | Étiquette       | Qualité |
| ---------------------------------------- | ---------------- | -------------------------------- | --------------- | --- |
| 1833                                     | 1848             | Antoine Krantz                   |                 | Fabricant de papier à Saint-Nabord                                                                          |
| 1833                                     | 1842             | Claude Antoine Rol               |                 | Notaire à Remiremont                                                                                        |
| 1833                                     | 1836             | Joseph Parmentelot (1774-1846)   |                 | Marchand de vins, brasseur puis propriétaire rentier à Remiremont                                           |
| 1836                                     | 1848             | Charles Camille Noël (1800-1876) |                 | Notaire à Remiremont                                                                                        |
| 1842                                     | 1848             | Jean-Baptiste Perreau            |                 | Maire de Remiremont (1841-1848)                                                                             |
|                                          |                  |                                  |                 | |
|                                          | 1896 (démission) | Félix Tissier                    | Républicain     | Médecin |
|                                          |                  |                                  |                 | |
|                                          | 1899 (démission) | Victor Humbertclaude             |                 | Ingénieur, maire de Tendon                                                                                  |
|                                          |                  |                                  |                 | |
| 1896                                     | 1897             | M. Lapoirie                      |                 | |
| 1897                                     |                  | Henry Petitdidier (1844-1919)    |                 | Conseiller municipal de Remiremont                                                                          |
| 1898                                     |                  | Jean-Baptiste Boulay             |                 | Cultivateur, maire du Syndicat                                                                              |
| 1898                                     | 1901 (décès)     | Aristide Humbertclaude           |                 | Négociant, maire de Tendon                                                                                  |
|                                          |                  |                                  |                 | |
| av.1919                                  | 1926             | Alfred Chenal                    |                 | Maire de Vagney                                                                                             |
| 1919                                     | 1922             | Eugène Gérard                    |                 | Négociant en fromages au Tholy                                                                              |
| 1919                                     | 1926             | Georges Lang                     |                 | Industriel et négociant, conseiller municipal de Remiremont                                                 |
| 1922                                     |                  | Léon Blaise                      | Union nationale | Propriétaire à Vagney, maire du Syndicat                                                                    |
| 1928                                     | 1940             | Édouard Georges                  | Union nationale | Maire de Remiremont (1925-1945)                                                                             |
| 1931                                     | 1940             | Victor Baudonnel (1877-1955)     | Union nationale | Industriel, maire de Tendon                                                                                 |
| 1940                                     |                  |                                  |                 | Les conseils d'arrondissement ont été suspendus par la loi du 12 octobre 1940 et n'ont jamais été réactivés |
| Les données manquantes sont à compléter. |                  |                                  |                 | |

### Conseillers généraux de 1833 à 2015
| Période                                  | Période          | Identité                         | Étiquette             | Qualité |
| ---------------------------------------- | ---------------- | -------------------------------- | --------------------- | --- |
| 1833                                     | 1836             | Hector Bresson                   |                       | Entrepositaire des tabacs Maire de Remiremont (1825-1830) Président du Conseil Général (1838-1842) Député (1831-1843)                                                                                                   |
| 1836                                     | 1852             | Joseph Petitmengin               |                       | Médecin Maire de Remiremont (1836-1841) |
| 1852                                     | 1857             | Félix Robillot (1798-1867)       |                       | Maître de forges Maire de Rambervillers (1830-1833), conseiller d'arrondissement du canton de Rambervillers (1833-1845) Sous-préfet de Remiremont (1845-1848) Maire de Remiremont (1855-1857)                           |
| 1858                                     | 1867             | Charles Camille Noël (1800-1876) |                       | Notaire à Remiremont |
| 1867                                     | 1877             | Auguste Krantz                   | Droite                | Manufacturier, propriétaire Maire de Saint-Nabord (1860-1881) |
| 1877                                     | 1880 (démission) | Prosper Thomas                   | Républicain           | Avocat Maire de Remiremont (1871-1874 et 1876-1878) |
| 1881-                                    | 1888 (démission) | Hippolyte Vuillemin              |                       | Avoué Maire de Remiremont (1881-1884) |
| 1888-                                    | 1895 (décès)     | Charles Guyon                    | Républicain           | Médecin Maire de Remiremont (1886-1894) |
| 1896-                                    | 1901             | Félix Tissier                    | Républicain           | Médecin, conseiller d'arrondissement |
| 1901                                     | 1907             | Jules Charles (1865-1927)        | Conservateur          | Médecin à Remiremont |
| 1907                                     | 1913             | Albert Desbleumortiers           | Républicain           | Avocat Adjoint au maire de Remiremont |
| 1913                                     | 1919             | Paul Hairaye                     | Rad.                  | Négociant en vins Maire de Saint-Nabord (1906-1919 et 1935-1945) |
| 1919                                     | 1934 (décès)     | Camille Amet                     | AD-RG                 | Avocat Conseiller municipal de Remiremont (1900-1925) Député (1924-1934) |
| 1934                                     | 1937             | Yvan Baumann (1876-1941)         | URD                   | Industriel Maire de Saint-Nabord (1919-1935) |
| 1937                                     | 1940             | Georges Janvier (1880-1942)      | PSF                   | Notaire Adjoint au maire de Remiremont (1935-1940) |
|                                          |                  |                                  |                       | |
| 1943                                     | 1945             | Édouard Georges (1869-1953)      | Droite                | Conseiller d'arrondissement, maire de Remiremont (1925-1945) Nommé conseiller départemental en 1943 |
|                                          |                  |                                  |                       | |
| 1945                                     | 1951             | Maurice Poirot                   | SFIO puis PSA         | Directeur d'école retraité, Cleurie Député (1945-1951 et 1956-1958) |
| 1951                                     | 1963 (démission) | Jean-Marie Grenier               | RS                    | Cadre bancaire Maire de Remiremont (1945-1963) Sénateur (1946-1952) Député (1958-1962) |
| 1er décembre 1963                        | 2015             | Christian Poncelet               | UDR puis RPR puis UMP | Président du conseil général (1976-2015) Contrôleur des télécommunications Député (1962-1972 et 1973) Secrétaire d'État (1972-1977) Maire de Remiremont (1983-2001) Sénateur (1977-2014) Président du Sénat (1998-2008) |
| Les données manquantes sont à compléter. |                  |                                  |                       | |

### Conseillers départementaux depuis 2015
| Période élective | Période élective | Mandat | Mandat   | Identité          | Nuance | Nuance | Qualité |
| ---------------- | ---------------- | ------ | -------- | ----------------- | ------ | ------ | --- |
| 2015             | 2021             | 2015   | 2021     | Valérie Jankowski |        | LR     | Infirmière coordinatrice, Remiremont |
| 2015             | 2021             | 2015   | 2021     | François Vannson  |        | LR     | Opticien Député (1993-2017) Ancien conseiller général du Canton du Thillot (1992-1998) Président du Conseil départemental (depuis 2015) |
| 2021             | 2028             | 2021   | en cours | Valérie Jankowski |        | LR     | Conseillère sortante, Déléguée à la questure                                                                                            |
| 2021             | 2028             | 2021   | en cours | François Vannson  |        | LR     | Conseiller sortant, Président du conseil départemental                                                                                  |

### Résultats détaillés

#### Élections de mars 2015
À l'issue du 1er tour des élections départementales de 2015, deux binômes sont en ballottage : Valérie Jankowski et François Vannson (UMP, 30,67 %) et Marie-Monique Duquesne et Claude Houillon (FN, 25,13 %). Le taux de participation est de 51,15 % (9 601 votants sur 18 769 inscrits) contre 52,67 % au niveau départemental et 50,17 % au niveau national.
Au second tour, Valérie Jankowski et François Vannson (UMP) sont élus avec 67,14 % des suffrages exprimés et un taux de participation de 49,86 % (5 644 voix pour 9 358 votants et 18 768 inscrits).

#### Élections de juin 2021
Le premier tour des élections départementales de 2021 est marqué par un très faible taux de participation (33,26 % au niveau national). Dans le canton de Remiremont, ce taux de participation est de 30,78 % (5 654 votants sur 18 367 inscrits) contre 33,12 % au niveau départemental. À l'issue de ce premier tour, deux binômes sont en ballottage : Valérie Jankowski et François Vannson (LR, 62,98 %) et Benjamin Fresse et Thérèse Patris (RN, 20,33 %).
Le second tour des élections est marqué une nouvelle fois par une abstention massive équivalente au premier tour. Les taux de participation sont de 34,36 % au niveau national, 33,77 % dans le département et 32,36 % dans le canton de Remiremont. Valérie Jankowski et François Vannson (LR) sont élus avec 78,24 % des suffrages exprimés (4 344 voix pour 5 946 votants et 18 373 inscrits),,.

## Composition

### Composition avant 2015

Situation du canton de Remiremont dans l'arrondissement d'Épinal avant 2015.

Le canton regroupait seize communes.
| Nom                          | Code Insee | Codepostal | Superficie (km2) | Population (dernière pop. légale) | Densité (hab./km2) |
| ---------------------------- | ---------- | ---------- | ---------------- | --------------------------------- | ------------------ |
| Remiremont (chef-lieu)       | 88383      | 88200      | 18,00            | 7 766 (2012)                      | 431                |
| Cleurie                      | 88109      | 88120      | 11,04            | 646 (2012)                        | 59                 |
| Dommartin-lès-Remiremont     | 88148      | 88200      | 21,08            | 1 835 (2012)                      | 87                 |
| Éloyes                       | 88158      | 88510      | 12,51            | 3 281 (2012)                      | 262                |
| Faucompierre                 | 88167      | 88460      | 2,45             | 243 (2012)                        | 99                 |
| La Forge                     | 88177      | 88530      | 4,72             | 559 (2012)                        | 118                |
| Jarménil                     | 88250      | 88550      | 5,10             | 439 (2012)                        | 86                 |
| Pouxeux                      | 88358      | 88550      | 14,36            | 2 011 (2012)                      | 140                |
| Raon-aux-Bois                | 88371      | 88220      | 24,05            | 1 243 (2012)                      | 52                 |
| Saint-Amé                    | 88409      | 88120      | 8,07             | 2 179 (2012)                      | 270                |
| Saint-Étienne-lès-Remiremont | 88415      | 88200      | 33,81            | 3 862 (2012)                      | 114                |
| Saint-Nabord                 | 88429      | 88200      | 38,50            | 4 096 (2012)                      | 106                |
| Le Syndicat                  | 88462      | 88120      | 18,29            | 1 921 (2012)                      | 105                |
| Tendon                       | 88464      | 88460      | 21,85            | 508 (2012)                        | 23                 |
| Le Tholy                     | 88470      | 88530      | 30,76            | 1 586 (2012)                      | 52                 |
| Vecoux                       | 88498      | 88200      | 13,60            | 914 (2012)                        | 67                 |

### Composition depuis 2015
Le canton de Remiremont comprend désormais neuf communes entières.
| Nom                                | Code Insee | Intercommunalité                       | Superficie (km2) | Population (dernière pop. légale) | Densité (hab./km2) | Modifier                                    |
| ---------------------------------- | ---------- | -------------------------------------- | ---------------- | --------------------------------- | ------------------ | ------------------------------------------- |
| Remiremont (bureau centralisateur) | 88383      | CC de la Porte des Vosges Méridionales | 18,00            | 7 500 (2022)                      | 417                | modifier les données · modifier les données |
| Cleurie                            | 88109      | CC des Hautes Vosges                   | 11,04            | 648 (2022)                        | 59                 | modifier les données · modifier les données |
| Éloyes                             | 88158      | CC de la Porte des Vosges Méridionales | 12,51            | 3 117 (2022)                      | 249                | modifier les données · modifier les données |
| Jarménil                           | 88250      | CA d'Épinal                            | 5,10             | 437 (2022)                        | 86                 | modifier les données · modifier les données |
| Pouxeux                            | 88358      | CA d'Épinal                            | 14,36            | 1 952 (2022)                      | 136                | modifier les données · modifier les données |
| Raon-aux-Bois                      | 88371      | CA d'Épinal                            | 24,05            | 1 207 (2022)                      | 50                 | modifier les données · modifier les données |
| Saint-Amé                          | 88409      | CC de la Porte des Vosges Méridionales | 8,07             | 2 140 (2022)                      | 265                | modifier les données · modifier les données |
| Saint-Étienne-lès-Remiremont       | 88415      | CC de la Porte des Vosges Méridionales | 33,81            | 3 814 (2022)                      | 113                | modifier les données · modifier les données |
| Saint-Nabord                       | 88429      | CC de la Porte des Vosges Méridionales | 38,50            | 3 983 (2022)                      | 103                | modifier les données · modifier les données |
| Canton de Remiremont               | 8812       |                                        | 165,44           | 24 798 (2022)                     | 150                | modifier les données                        |

## Démographie

### Démographie avant 2015
| 1962   | 1968   | 1975   | 1982   | 1990   | 1999   | 2006   | 2011   | 2012   |
| ------ | ------ | ------ | ------ | ------ | ------ | ------ | ------ | ------ |
| 28 388 | 29 711 | 32 689 | 34 291 | 33 308 | 33 146 | 33 045 | 33 207 | 33 089 |

### Démographie depuis 2015
En 2022, le canton comptait 24 798 habitants, en évolution de −2,34 % par rapport à 2016 (Vosges : −2,96 %, France hors Mayotte : +2,11 %).
| 2013   | 2018   | 2022   |
| ------ | ------ | ------ |
| 25 547 | 25 190 | 24 798 |